# Borovkov-Florov I-207
Il Borovkov-Florov I-207, identificato anche come "Prodotto 7 (in russo изделие 7?, izdelie 7), 8 e 9", fu un aereo da caccia biplano progettato dall'OKB 7 diretto dagli ingegneri Aleksej Andreevič Borovkov e Il'ja Florent'evič Florov, sviluppato in Unione Sovietica nei tardi anni trenta e rimasto allo stadio di prototipo.
Prodotto in quattro esemplari, diversi tra loro per alcune soluzioni tecniche e per la motorizzazione, e caratterizzato da alcune soluzioni tecniche innovative, come i piani alari non collegati da alcun montante e, negli ultimi sviluppi, dal carrello d'atterraggio retrattile, non riuscì ad impressionare i vertici militari sovietici oramai orientati verso caccia a velatura monoplana ed il suo sviluppo venne interrotto.

## Storia del progetto

### No.7211
Grazie all'esperienza acquisita nell'OKB-156 a quel tempo diretto da Nikolaj Nikolaevič Polikarpov, gli ingegneri Borovkov e Florov decisero di iniziare lo sviluppo di un nuovo modello di caccia monoposto che, grazie alle dimensioni ridotte, poteva superare le prestazioni dei caccia allora in dotazione all'aviazione militare sovietica.
Dopo che furono in grado di proporre i disegni ai vertici politici sovietici ottenendone l'attenzione, nel 1937 venne affidata loro la direzione di un autonomo ufficio di progettazione, identificato come OKB-7, per concretizzare il progetto in un prototipo da avviare alle valutazioni.
Il progetto prevedeva un velivolo realizzato in tecnica mista dall'aspetto compatto, motorizzato con un radiale, dalla velatura biplana e carrello d'atterraggio fisso attingendo alle esperienze acquisite sui progetti del biplano Polikarpov I-15 e del monoplano Polikarpov I-16.
I lavori di costruzione del primo prototipo, identificato come No.7211 (da izdelie 7, zavod 21, samolët 1 – prodotto 7, stabilimento 21, aereo 1), furono celeri e si conclusero prima della fine del 1937. Il velivolo era caratterizzato da una velatura biplana ad elevato scalamento positivo con le due ali realizzate con struttura metallica in lega leggera e ricoperta da fogli di duralluminio, l'inferiore montata bassa a sbalzo e la superiore alta a parasole, non collegate da alcuna struttura per ridurre la superficie frontale del modello. La corta fusoliera, che abbinava la parte anteriore con struttura in tubi d'acciaio saldati ricoperta da pannelli in duralluminio con quella posteriore, una monoscocca in legno ricoperta da pannelli in compensato che riproponeva il disegno dell'I-16, includeva l'abitacolo aperto destinato al pilota dotato di un parabrezza e terminava in un inedito impennaggio monoderiva che si estendeva verso il basso integrando il ruotino d'appoggio con elementi mobili di controllo in legno. Per la propulsione fu scelto il radiale M-85 a 14 cilindri doppia stella raffreddato ad aria, versione localmente realizzata su licenza del francese Gnome-Rhône 14K Mistral Major, capace di assicurare, in quella versione, una potenza pari a 800 CV ed abbinato ad un'elica tripala metallica. Per l'occasione il motore venne realizzato parzialmente con parti meccaniche provenienti dall'estero e, una volta installato, racchiuso da una cappottatura NACA. Il velivolo, pur essendo predisposto per l'installazione di 4 mitragliatrici ShKAS calibro 7,62 mm, non era dotato di alcun armamento. Il carrello d'atterraggio era fisso, con le gambe di forza anteriori collegate direttamente alla parte inferiore della fusoliera, dotate di ammortizzatori e racchiuse da una carenatura che lasciava all'esterno solo parte delle due ruote, completato posteriormente dal ruotino d'appoggio sotto la coda.
In questa configurazione il velivolo venne portato in volo per la prima volta il 6 maggio 1937 dal pilota collaudatore L.M. Maksimov riuscendo a fornire risultati incoraggianti. Le prove che ne seguirono dimostrarono che le prestazioni raggiunte in velocità massima a 1 000 m, 416 km/h, erano inferiori a quelle espresse dagli I-15 ed I-16, ma che comunque possedeva una manovrabilità intermedia tra i due e che i valori di velocità variometrica e di tangenza massima raggiungibile, pur avendo raggiunto solo i 6 880 m aveva la potenzialità di arrivare ai 13 000 m, erano superiori. Le prove si arrestarono tragicamente il 22 giugno successivo quando, al termine di una serie di voli, ad un ultimo non previsto tentativo di riprendere quota il motore si spense facendo precipitare il velivolo in una scarpata. Nell'incidente, dove perse la vita il pilota, il prototipo rimase distrutto.

### I-207
I risultati dei test vennero consegnati nel marzo 1938 e discussi dai vertici militari sovietici i quali, considerate le prestazioni interessanti, nell'autunno successivo esortarono i due ingegneri a fornire ulteriori prototipi equipaggiati con i motori di produzione nazionale, i radiali Shvetsov M-62 e M-63 a 9 cilindri singola stella, per avviarli a valutazioni comparative. Al progetto venne assegnata la sigla I-207 (da Istrebitel', caccia).
La prima variante, indicata come "Prodotto 7-1" (I-207/1), era equipaggiata con l'M-62 da 800-930 CV, abbinato ad un'elica bipala, e si distingueva dal precedente prototipo per una serie di migliorie tecniche ma, visivamente, principalmente per l'adozione di una diversa cappottatura del motore, più corta per l'assenza della seconda fila di cilindri e dotata, oltre che di una generosa presa d'aria superiore, delle caratteristiche bugne che avvolgevano i rimandi delle punterie nelle singole teste del motore. In questo secondo prototipo vennero installate le quattro mitragliatrici ShKAS non presenti sulla macchina originale. Portato in volo per la prima volta il 29 giugno 1939 continuò le prove fino alla fine dell'estate non riuscendo però, pur migliorando rispetto al primo esemplare, a raggiungere la velocità massima prevista in sede progettuale, 490 km/h, toccando solamente i 437 km/h ad una quota di 4 750 m, comparabile con il pari ruolo Polikarpov I-153 già in produzione.
Ancora fiduciosi delle potenzialità del progetto, per cercare di ovviare alla carenza di velocità la seconda variante, indicata come "Prodotto 7-2" (I-207/2) ed equipaggiata con l'M-63 da 930 CV, introdusse, in funzione del diverso propulsore, un diverso impianto di alimentazione ed una diversa cappottatura, sostituita con una del tipo NACA, che si distingueva visivamente dalla precedente per l'adozione di un sistema a paratie mobili atte a parzializzare l'afflusso di aria che attraversava i cilindri al fine di garantire un più accurato controllo delle temperature d'esercizio e dalla mancanza delle bugne. Diversa era, anche se sempre bipala, l'elica, ora caratterizzata da un diverso diametro. Inoltre la struttura delle ali venne rinforzata. Per mantenere lo stesso profilo ebbe ridotto lo spessore del rivestimento da 0,8 mm del I-207/1 a 0,5 mm; venne inoltre installato un serbatoio autosigillante in luogo del precedente, convenzionale. Le prove in volo, continuate da fine estate fino al 22 maggio 1940, rivelarono però che, nonostante la maggior potenza disponibile, le prestazioni in velocità continuavano ad essere non solo inferiori a quelle previste, ma anche a quelle dell'I-207/1.
Con il passare del tempo la tecnologia adottata nei pari ruolo monoplani stava sorpassando complessivamente le caratteristiche del progetto, oramai datato, tuttavia venne tentato un ulteriore sviluppo nella variante indicata come "Prodotto 7-3" (I-207/3). Sempre equipaggiata con un M-63, introdusse un interessante meccanismo di ritrazione delle gambe di forza del carrello nella fusoliera, che in volo scompariva completamente carenato da una coppia di pannelli che si richiudevano dopo l'operazione. Completato nel novembre 1939 riuscì, grazie alla sua migliore aerodinamica, a raggiungere nelle successive prove i 486 km/h ad una quota di 5 000 m, un risultato finalmente vicino a quanto previsto dalle specifiche originali; tuttavia la fiducia riposta dalle autorità militari era venuta meno. Il parziale successo convinse comunque i due progettisti a pianificare un ulteriore sviluppo che, adottando i più potenti motori M-64 o M-65, poteva far raggiungere al futuro velivolo la velocità massima di 550 km/h. Il progetto, che fu inizialmente indicato come "Prodotto 9" (o solamente "9"), ed in seguito riportato come I-207/4, a volte utilizzando la designazione I-209, non superò però mai la fase progettuale.
Oramai abbandonata la sua funzione originale, nell'ambito della sopraggiunta Guerra d'inverno in cui si contrapposero alla Finlandia, i vertici della VVS avevano l'esigenza di dotarsi di modelli in grado di ricoprire il ruolo di bombardiere in picchiata. Il tentativo di convertire a questo ruolo i bimotori Ilyushin DB-3 e Tupolev ANT-40 (SB) si rivelò infruttuoso, così si pensò di riadattare il progetto dell'I-207 da caccia a bombardiere. In virtù della capacità di riuscire a decollare con un carico addizionale di 500 kg, cosa che non era in grado di fare l'I-16, venne apportata una modifica alla cellula dell'I-207/3 in modo da poter agganciare nella zona delle radici dell'ala inferiore una coppia di FAB-250, bomba aeronautica da 250 kg. Le prove effettuate risultarono positive tanto che il generale Kliment Efremovič Vorošilov promosse la possibilità di avviare la produzione di 200 esemplari, ipotesi che però non si concretizzò mai.
Gli esemplari realizzati, benché qualche fonte asserisca che l'I-207/3 sia stato testato in configurazione bombardiere in combattimento durante la Guerra d'inverno, non raggiunsero mai i reparti operativi. L'I-207/2 venne utilizzato nella galleria del vento T-104 dello TsAGI mentre l'I-207/3, proposto nell'utilizzo civile da turismo, non venne ritenuto idoneo a questo scopo.

## Versioni
I-207 M-62
prima versione realizzata, motorizzata con un radiale Shvetsov M-62.
I-207 M-63
versione motorizzata con un radiale Shvetsov M-63 dotato di riduttore.
I-207 M-63 (2)
come l'I-207 M-63 ma dotata di carrello d'atterraggio retrattile.

## Utilizzatori
Unione Sovietica
- Voenno-vozdušnye sily

utilizzato solo in programma di test.